# کانر بل
کانر بل (انگلیسی: Connor Bell؛ زادهٔ ۱۵ ژوئیهٔ ۱۹۹۶) بازیکن فوتبال است.
از باشگاه‌هایی که در آن بازی کرده‌است می‌توان به باشگاه فوتبال ورکسام اشاره کرد.